# شيكاغو بيرز
شيكاغو بيرز (Chicago Bears) نادي كرة قدم أمريكي من شيكاغو بولاية إلينوي. يلعب في دوري كرة القدم الأمريكية. تأسس في عام 1920 بواسطة جورج هالاس الذي أدار الفريق كما قام بتدريبه لفترة من الزمن حتى رحيله في العام 1983. في بداية العقد 1920 كان يعرف باسم ستاليز (Staleys)، وهو اسم الشركة الداعمة للفريق. ملعبه يسمى سولجير فيلد (Soldier Field) ويقع في شيكاغو. ألوان الفريق: الأزرق الداكن والبرتقالي. من أشهر من لعب في صفوف الفريق: دان فروتمان، وبيل هيويت، وسيد لكمان، وبرونكو ناغورسكي، ووولتر بايتون، وجيم مكمان، وويليام بيري، وبرايان بيكولو، وغيل سييرز. يلعب الفريق في ملعب سولدر فيلد.

## التاريخ

### كفاح 1969-1982
بعد الاندماج، أنهى فريق بيرز موسم 1970 في المركز الأخير في دوريتهم، وهو تكرار لوضعهم في موسم 1969. في عام 1975، صاغ آل بيرز والتر بايتون من جامعة ولاية جاكسون باختيارهم الأول. حصل على جائزة أفضل لاعب في دوري كرة القدم الأمريكية في موسم 1977-78. استمر بايتون في تخطي الرقم القياسي المسجل باسم جيم براون في الدوري الوطني لكرة القدم الأمريكية في عام 1984 قبل أن يتقاعد في عام 1987، وسيحتفظ بالعلامة حتى عام 2002، عندما كان إيميت سميث من فريق دالاس كاوبويزتجاوزها. كانت شخصية بايتون المهنية وشخصيتها تأسر قلوب معجبي بير، الذين أطلقوا عليه اسم «الحلاوة». وتوفي عام 1999 بنوع نادر من سرطان الكبد عن عمر يناهز 45 عاما.
في الأول من تشرين الثاني (نوفمبر) 1983، بعد يوم واحد من وفاة جورج هالاس، تولت ابنته الكبرى فيرجينيا مكاسكي المسؤولية بصفتها صاحبة الأغلبية في الفريق. خلف زوجها، إد مكاسكي، والدها كرئيس لمجلس الإدارة. أصبح ابنهما مايكل ثالث رئيس في تاريخ الفريق. تحمل السيدة مكاسكي اللقب الفخري «سكرتيرة مجلس الإدارة»، لكن الأم البالغة من العمر 90 عامًا كانت تسمى الغراء الذي يربط الامتياز معًا. عهد السيدة مكاسكي بصفتها مالكة عائلة بيرز لم يكن مخططًا له، حيث كان والدها قد خصص أخيها في الأصل، جورج «أكواب» هالاس جونيور.باعتباره الوريث الظاهر للامتياز. ومع ذلك، توفي بنوبة قلبية شديدة في عام 1979. وكان تأثيرها على الفريق ملحوظًا لأن عائلتها أطلقت عليها لقب «السيدة الأولى للرياضة»، وقد صنفتها صحيفة Chicago Sun-Times على أنها واحدة من أكثر امرأة قوية.

### المتنافسون، ثم أبطال السوبر بول
مايك ديتكا، نهاية ضيقة لفريق بيرز من عام 1961 إلى عام 1966، تم تعيينه لتدريب الفريق من قبل جورج هالاس في عام 1982. أكسبته شخصيته الجريئة لقب «أيرون مايك». وصل الفريق إلى لعبة NFC Championship في عام 1984. في موسم 1985، أعيد إشعال النار في تنافس Bears-Packers عندما استخدم Ditka معالجة دفاعية تزن 315 رطلاً «ثلاجة» بيري كركض للخلف في لعبة هبوط في ملعب لامبو، ضد باكرز. فاز The Bears ببطولة NFL التاسعة، لأول مرة منذ اندماج AFL-NFL، في Super Bowl XX بعد موسم 1985 الذي سيطروا فيه على اتحاد كرة القدم الأميركي بدفاعهم 46 الثوري آنذاك ومجموعة من الشخصيات التي سجلت أغنية الراب الجديدة " The Super Bowl Shuffle ". كان الموسم ملحوظًا حيث خسر الدببة مرة واحدة فقط، وهي المباراة «غير المحظوظة الثالثة عشرة» لهذا الموسم، وهي مباراة ليلة الاثنين هُزم فيها فريق ميامي دولفين. في ذلك الوقت، قيل الكثير عن حقيقة أن Dolphins 1972 كانت الامتياز الوحيد في التاريخ الذي شهد موسمًا غير مهزوم وما بعد الموسم. اقتربت الدلافين من إقامة مباراة العودة في سوبر بول، لكنها خسرت أمام نيو إنجلاند باتريوتس فيلعبة لقب الاتحاد الآسيوي. تم تصوير فيلم "The Super Bowl Shuffle" في اليوم التالي لخسارة ليلة الاثنين تلك في ميامي.

## الملعب
يقع سولدجر فيلد على بحيرة شور درايف في شيكاغو، وهو موطن عائلة بيرز الحالي. انتقل The Bears إلى Soldier Field في عام 1971 بعد أن تجاوز Wrigley Field، منزل الفريق لمدة 50 عامًا. اعترض الجيران المقيمون في جامعة نورث وسترن على لعبهم في استاد دايتشي، الذي يسمى الآن حقل رايان. بعد AFL-NFL Merger، أراد الدوري المدمج حديثًا أن تلعب فرقهم في الملاعب التي يمكن أن تستوعب ما لا يقل عن 50000 معجب. حتى مع المدرجات المحمولة التي أحضرها الفريق إلى ريجلي، لا يزال الملعب يستوعب 46 ألفًا فقط. تم تغيير عشب ملعب سولدجر فيلد من العشب الطبيعي إلى العشب الصناعي قبل موسم 1971، ثم العودة إلى العشب الطبيعي في الوقت المناسب لبداية موسم 1988. كان الاستاد موقع مباراة فوغ باول الفاصلة بين بيرز وفيلادلفيا إيجلز.
في عام 2002، تم إغلاق الاستاد وإعادة بنائه مع الحفاظ على الجدار الخارجي للملعب فقط. تم إغلاقه يوم الأحد، 20 يناير 2002، بعد يوم واحد من خسارة الدببة في التصفيات. أعيد افتتاحه في 27 سبتمبر 2003، بعد إعادة بناء كاملة (الثانية في تاريخ الملعب). يشير العديد من المشجعين إلى الاستاد المعاد بناؤه باسم «ميدان الجندي الجديد». خلال موسم 2002، لعب فريق بيرز مبارياتهم على أرضهم في ملعب ميموريال بجامعة إلينوي في شامبين، حيث ذهبوا 3-5.
العديد من النقاد لديهم آراء سلبية بشأن الاستاد الجديد. إنهم يعتقدون أن هيكلها الحالي جعلها تبدو أكثر من كونها علامة بارزة؛ أطلق عليها البعض اسم «خطأ البحيرة». تم تجريد حقل الجندي من تصنيفه كمعلم تاريخي وطني في 17 فبراير 2006.
في موسم 2005، فاز فريق بيرز بشعبة NFC الشمالية والبذور رقم 2 في التصفيات NFC، مما يمنحهم الحق في لعب مباراة واحدة على الأقل على أرضهم في فترة ما بعد الموسم. استضاف الفريق (وخسر) مباراتهم في دور الأقسام في 15 يناير 2006، ضد كارولينا بانثرز. كانت هذه أول مباراة فاصلة في سولدجر فيلد منذ إعادة افتتاح الملعب.
لم يتم رسم مناطق نهاية الملعب ووسط الملعب حتى موسم 1982. تضمن التصميم الرياضي في الميدان الكلمة الغامقة «شيكاغو» المقدمة في الطريق القوطي السريع في منطقتي النهاية. في عام 1983، عاد تصميم منطقة النهاية، مع إضافة شعار "C" Bears الذي تم رسمه في وسط الملعب. ظلت هذه العلامات الميدانية دون تغيير حتى موسم 1996. في عام 1996 تم تغيير عظم الترقوة في خط الوسط "C" إلى رأس دب أزرق كبير، وتم رسم تصميم منطقة النهاية بحرف "Bears" بخط متصل. ظل هذا التصميم الجديد حتى موسم 1999، وعند هذه النقطة أعيد العمل الفني إلى «شيكاغو» الكلاسيكي و «سي». في حقل الجندي الجديد، تم تعديل العمل الفني إلى حيث تم وضع كلمة «شيكاغو» بخط غامق على إحدى مناطق النهاية والأخرى بها «الدببة».
في يونيو 2021، قدمت الدببة عرضًا لشراء مضمار سباق أرلينغتون الدولي في أرلينغتون هايتس، إلينوي من تشرشل داونز. على الرغم من المفاوضات بين مدينة شيكاغو لترقية سولدجر فيلد، دخلت الدببة في اتفاقية مع تشرشل داونز لشراء مضمار أرلينغتون الدولي لسباق الخيل في سبتمبر 2021 مقابل 197.2 مليون دولار. من المتوقع إغلاق بيع العقار الذي يضم 326 فدانًا من المساحات المحتملة للتطوير في أواخر عام 2022 أو أوائل عام 2023.

## إنجازات الفريق
- دوري كرة القدم الأمريكية: 1921، 1932، 1933، 1940، 1941، 1943، 1946، 1963
- سوبر بول: 1985

## وصلات خارجية
- الموقع الرسمي